# Folkungagatan (Stockholm)
Folkungagatan est une rue du quartier de Södermalm à Stockholm en Suède,.

## Situation
Folkungagatan est une rue commerçante du quartier de Södermalm au centre de Stockholm.
La rue s'étend dans une direction ouest-est depuis le Söderledstunneln à la sortie Södermalmsavfarten/Torinetäppan et passe ensuite par Götgatan, Östgötagatan, Södermannagatan, Nytorgsgatan, Renstiernas gata, Borgmästargatan, Erstagatan, Londonviadukten et Tegelviksgatan et se termine à Danviksbron où elle est prolongée  par la Värmdövägen. 
Le tronçon entre le Londonviadukten et Danviksbron fait partie de la route d'accès depuis Nacka et Värmdö. La longueur de la rue est d'environ 1 900 mètres.
Le sud de la rue est appelé SoFo (South of Folkungagatan).
SoFo est un ancien quartier ouvrier devenu en quelques années l’épicentre de la culture branchée de Stockholm
.

## Galerie

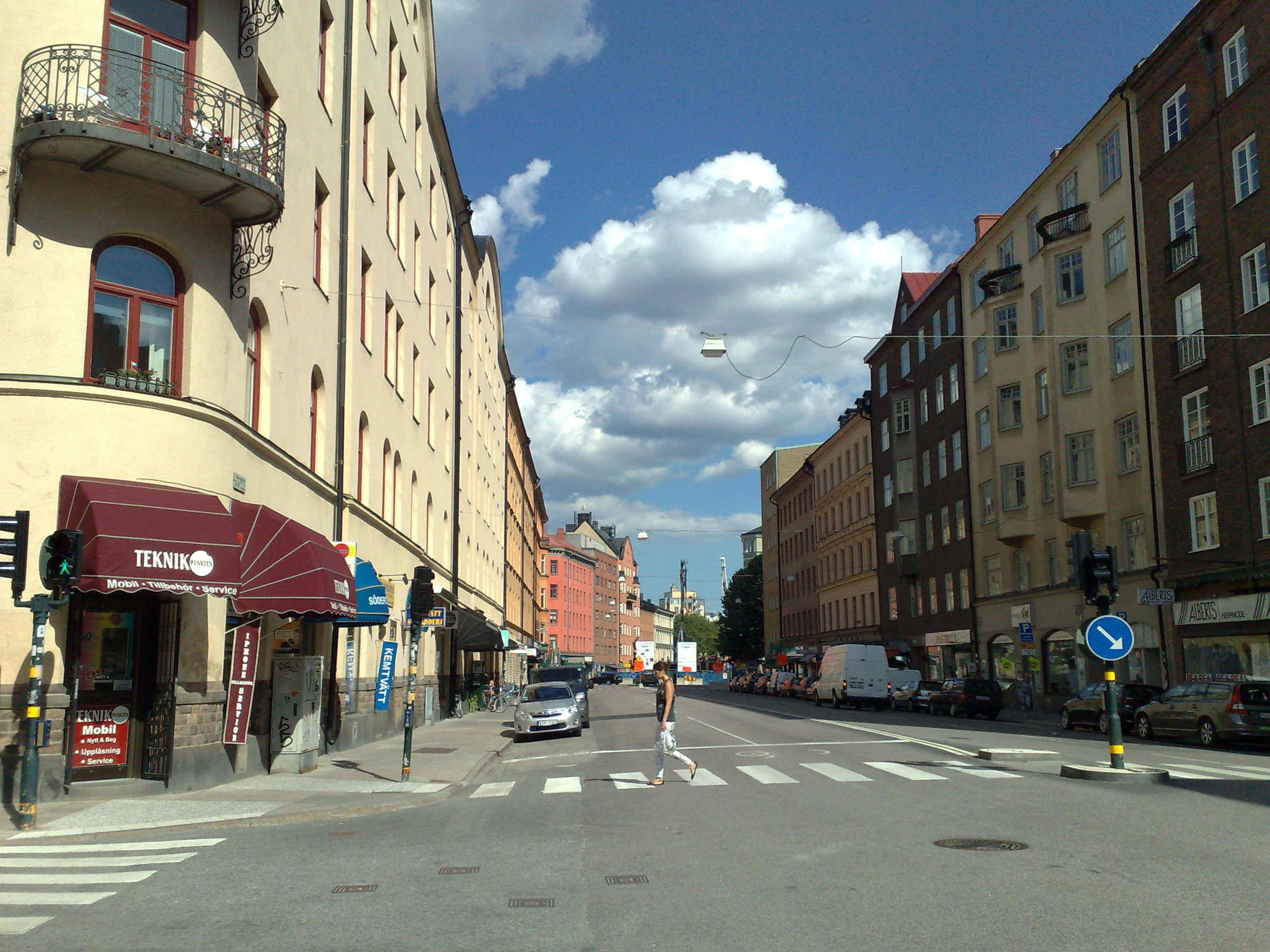
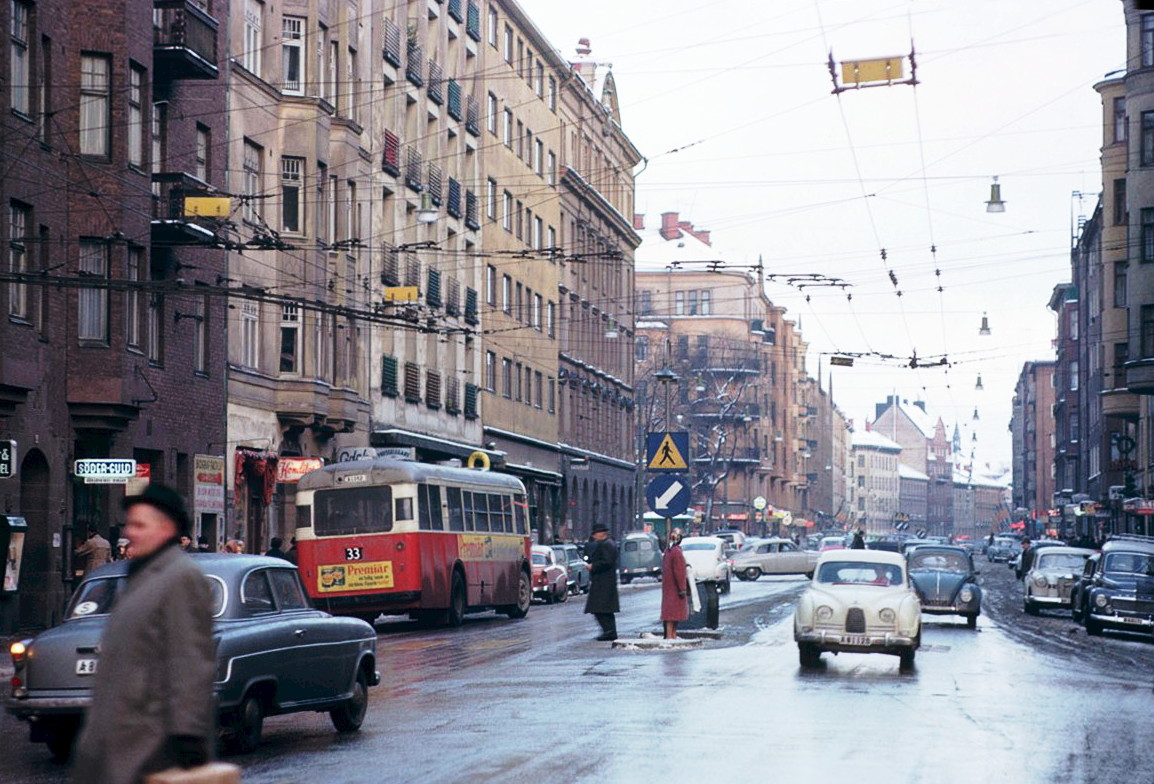
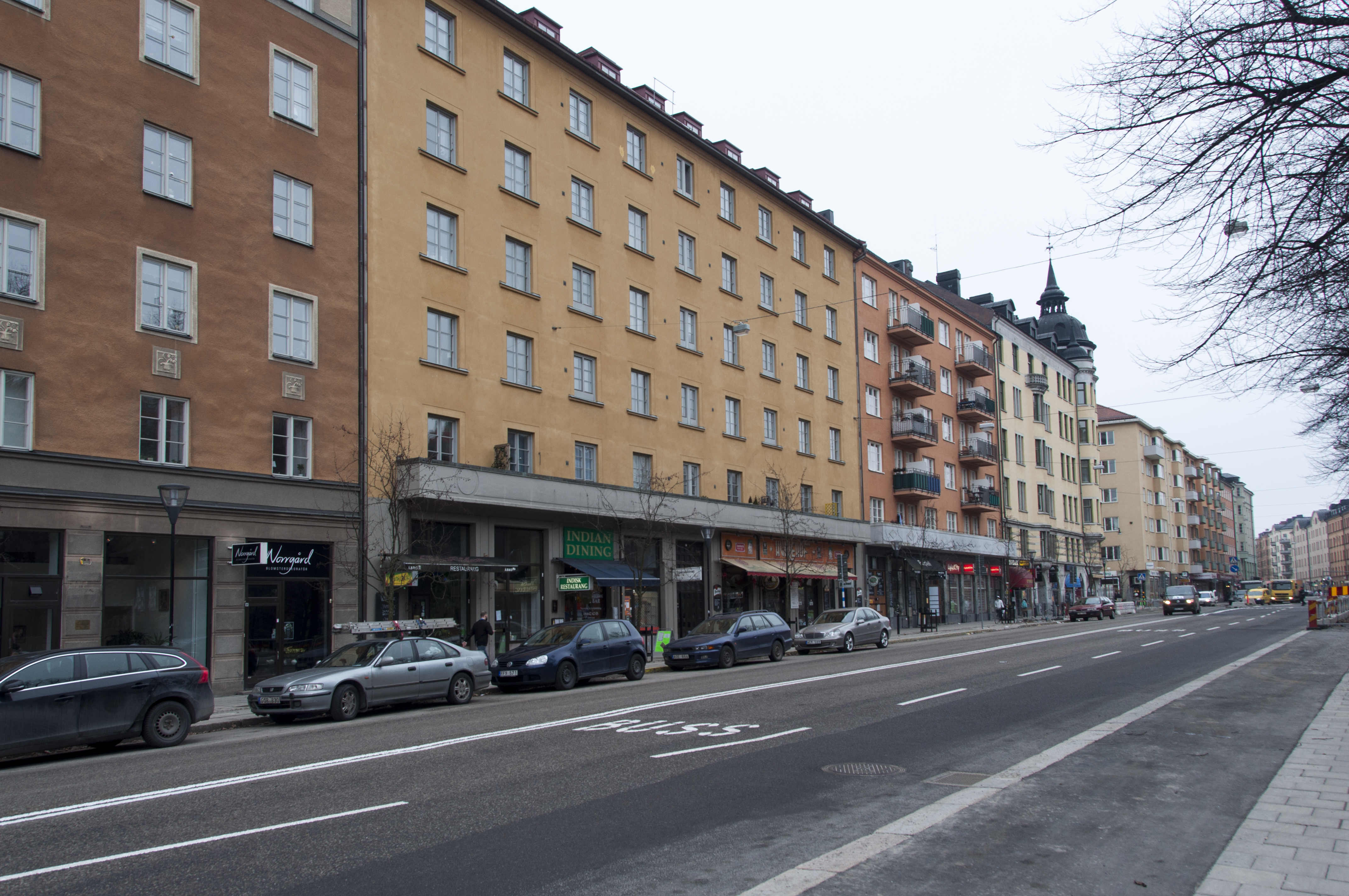

## Bâtiments de la rue
| Image | Nom                         | N°      | Type                 |
| ----- | --------------------------- | ------- | -------------------- |
|       | Medborgarhuset              | 43-45   | Bibliothèque         |
|       | Cathédrale Saint-Éric       | 46      | Église catholique    |
|       | Paulis malmgård             | 46      | Manoir               |
|       | Nattugglan 19               | 48      | Immeuble résidentiel |
|       | Hôtel Malmen                | 47      | Hôtel                |
|       | Cinéma Ugglan               | 60      | Cinéma               |
|       | Vägaren 23 (sv)             | 60-66   | Immeuble résidentiel |
|       | Maison française (sv)       | 65      | Immeuble résidentiel |
|       | Folkungakyrkan              | 90      | Église               |
|       | Hôpital Ersta               | 121-127 | Hôpital              |
|       | Skeppsbyggmästar- bostället | 147     | École                |